# Green Camp (Ohio)
Green Camp es una villa ubicada en el condado de Marion en el estado estadounidense de Ohio. En el Censo de 2010 tenía una población de 374 habitantes y una densidad poblacional de 427,23 personas por km².

## Geografía
Green Camp se encuentra ubicada en las coordenadas 40°31′55″N 83°12′27″O / 40.53194, -83.20750. Según la Oficina del Censo de los Estados Unidos, Green Camp tiene una superficie total de 0.88 km², de la cual 0.88 km² corresponden a tierra firme y (0%) 0 km² es agua.

## Demografía
Según el censo de 2010, había 374 personas residiendo en Green Camp. La densidad de población era de 427,23 hab./km². De los 374 habitantes, Green Camp estaba compuesto por el 96.52% blancos, el 0% eran afroamericanos, el 0% eran amerindios, el 0% eran asiáticos, el 0% eran isleños del Pacífico, el 0% eran de otras razas y el 3.48% pertenecían a dos o más razas. Del total de la población el 0.53% eran hispanos o latinos de cualquier raza.